# Вяйке-Маарья (волость, 2017)
Вя́йке-Ма́арья (эст. Väike-Maarja vald) — волость в уезде Ляэне-Вирумаа, Эстония.

## География

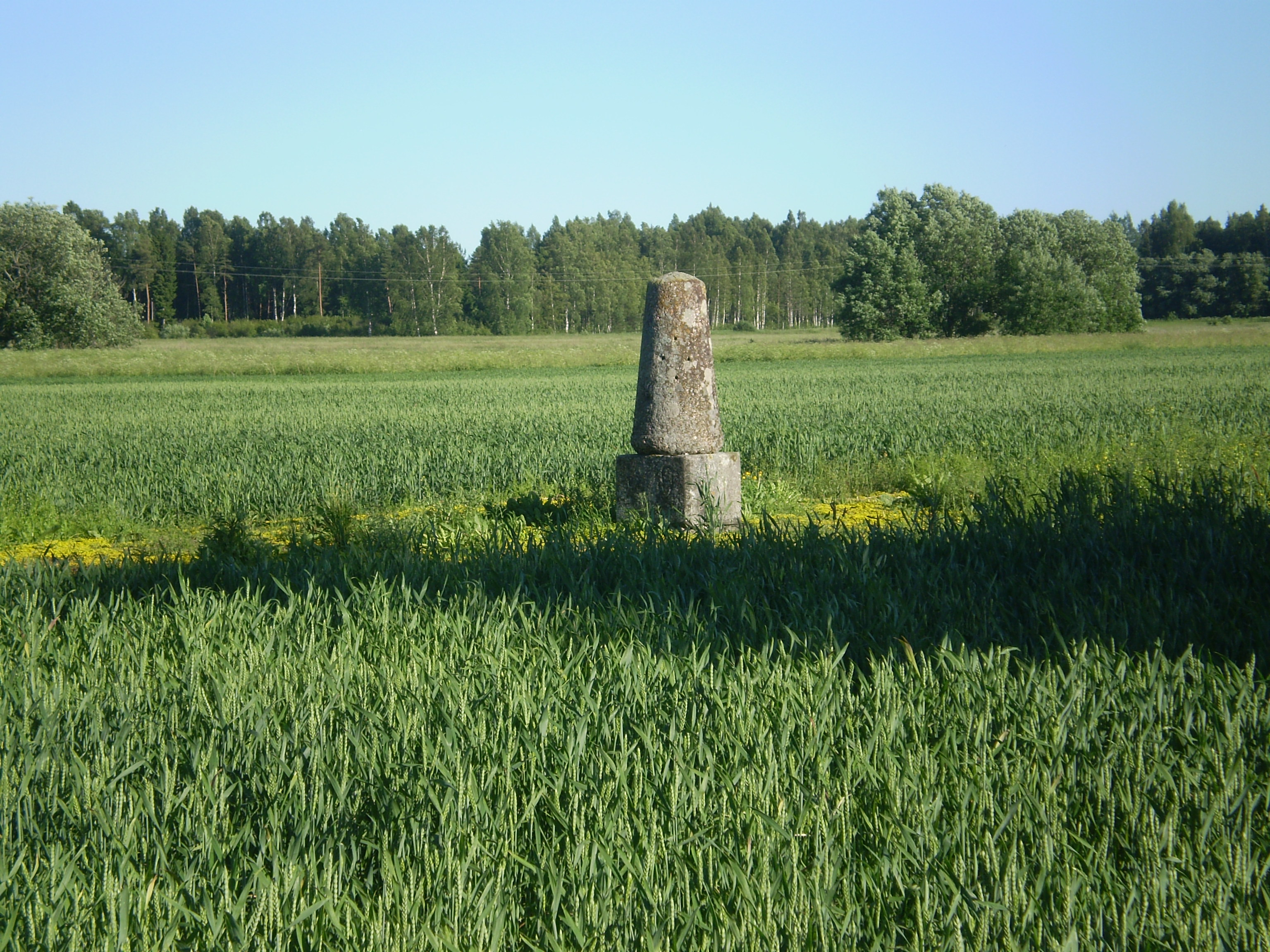
Пункт Дуги Струве в посёлке Симуна

Волость Вяйке-Маарья расположена в северо-восточной части Эстонии, в южной части уезда Ляэне-Вирумаа, на возвышенности Пандивере и у северо-восточной края заповедника Эндла. Граничит с волостями Винни, Йыгева, Ярва и Тапа. Площадь — 682,47 км². Плотность населения в 2021 году составила 8,4 чел/км².

## История
Волость была создана в ходе административной реформы местных самоуправлений Эстонии 2017 года путём объединения прежней волости Вяйке-Маарья с волостью Ракке.
Административный центр волости — посёлок Вяйке-Маарья.

## Население
По состоянию на 1 января 2020 года в волости проживали 4879 человек, из них 2423 мужчины и 2456 женщин. Среднее или высшее образование имели 422 мужчины (17,4 %) и 618 женщин (25,2 %). Удельный вес лиц моложе 14 лет в общем числе жителей волости составил 15,6 %, лиц пенсионного возраста (65 лет и старше) — 22,8 %.
Естественный прирост населения и сальдо миграции в волости в 2016—2019 годах были негативными.

## Населённые пункты
В состав волости входят 4 посёлка и 64 деревни.

Посёлки: Вяйке-Маарья, Килтси, Ракке, Симуна.

Деревни: Аавере, Абури, Авандузе, Ависпеа, Ао, Вао, Варангу, Виллаквере, Ворсти, Выйвере, Вяйке-Ракке, Вяйке-Таммику, Имуквере, Каавере, Кадикюла, Камарику, Келламяэ, Китсеметса, Койла, Колувере, Коону, Куртна, Кыпста, Кяннукюла, Кярса, Кяру, Ламмаскюла, Ласинурме, Лаху, Лийвакюла, Лийгвалла, Мыйзамаа, Мюйрику, Мяйсте, Мяэри, Надалама, Нымме, Ныммкюла, Олью, Оргузе, Падакюла, Пандивере, Пийбе, Пикевере, Пудивере, Райгу, Растла, Раэкюла, Ряйтсвере, Салла, Сандиметса, Соотагузе, Сууре-Ракке, Таммику, Трийги, Ууэмыйза, Хирла, Эбавере, Эдру, Эйпри, Эмумяэ, Энту, Эрина, Яэтма.
В деревне Вао расположен один из двух центров размещения лиц, ходатайствующих об убежище в Эстонии.

## Статистика
Данные Департамента статистики о волости Вяйке-Маарья:

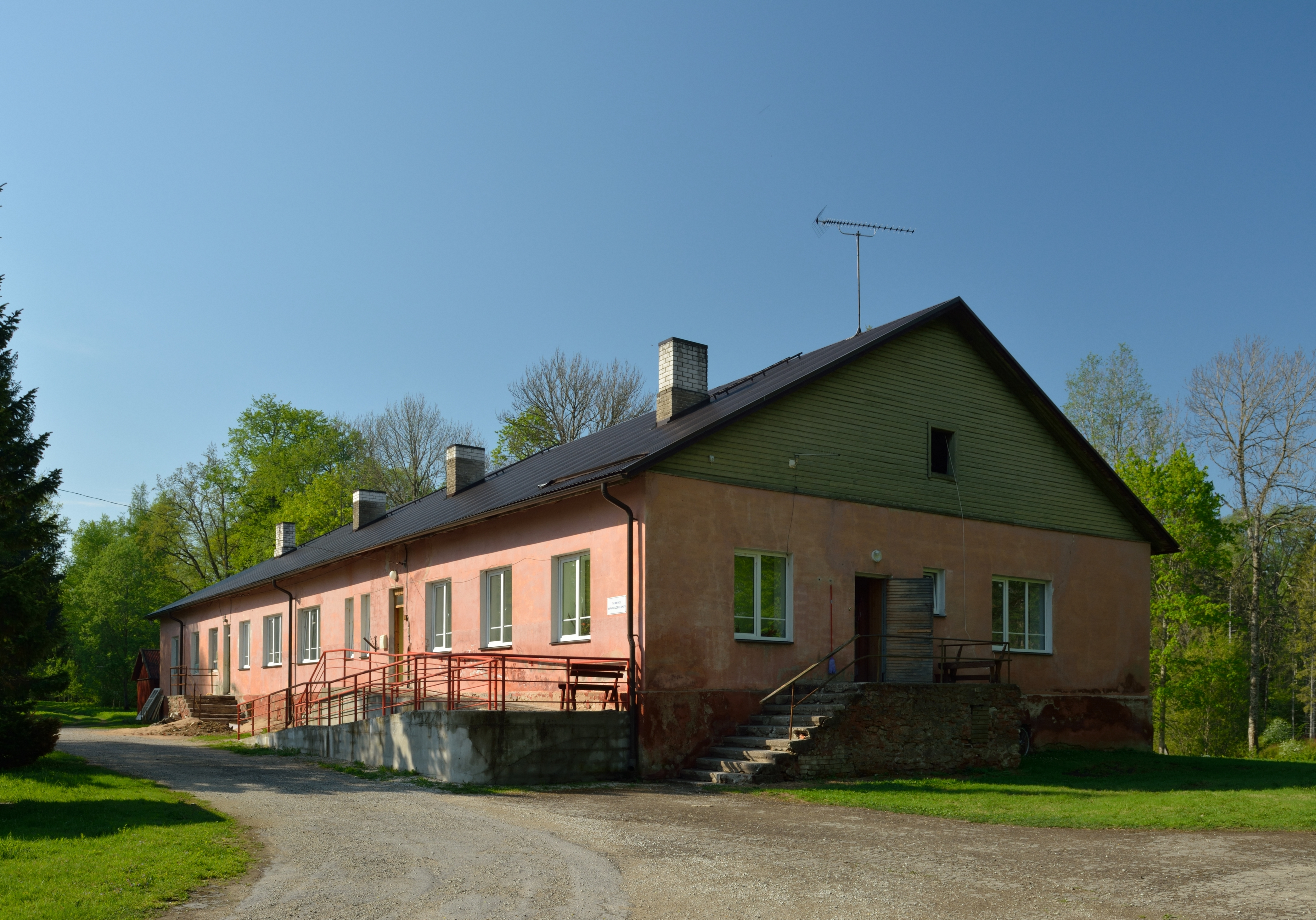
Дом по уходу в деревне Таммику

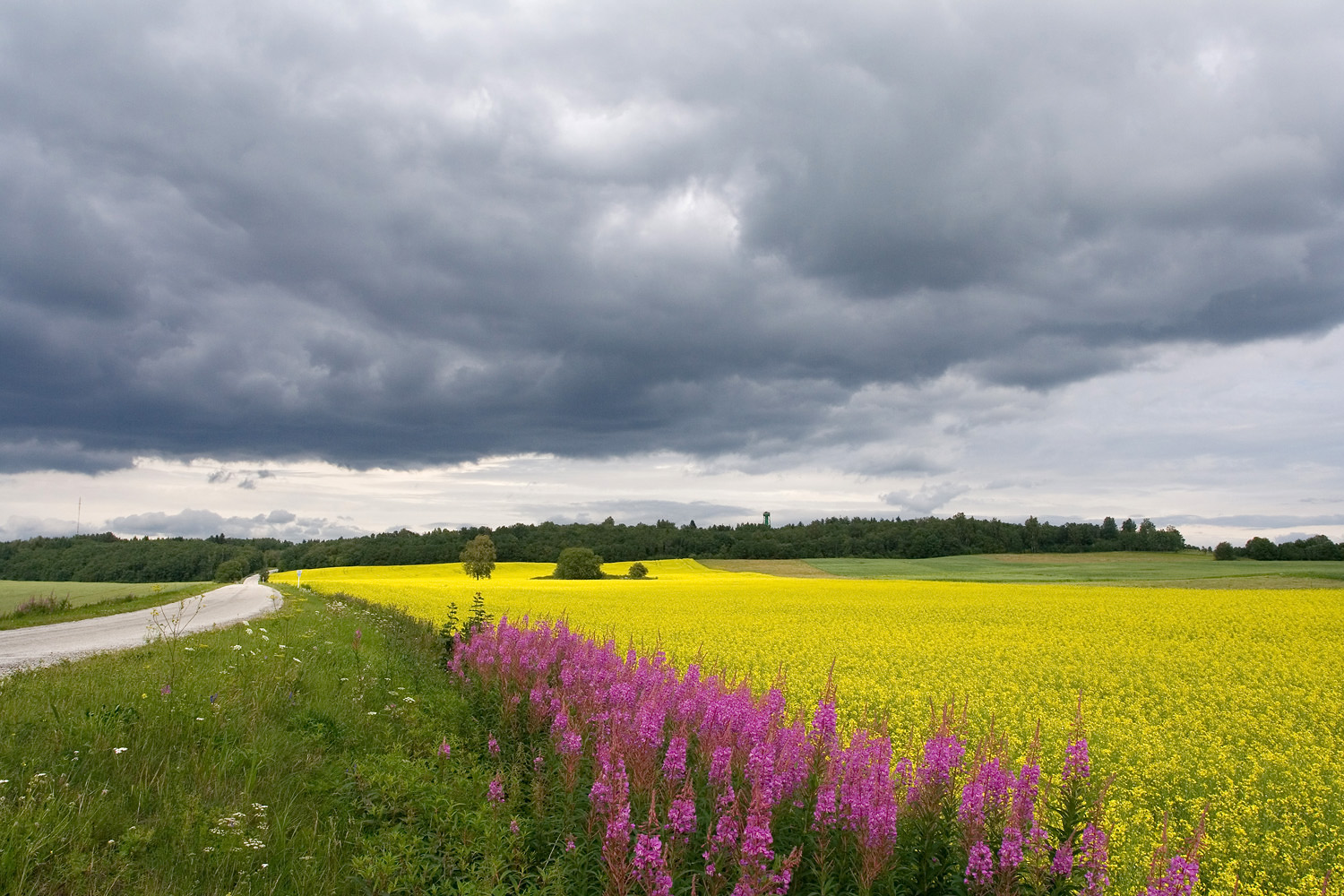
Рапсовое поле возле деревни Эмумяги

Число жителей на 1 января каждого года:
| Год  | 2016 | 2017   | 2018   | 2019   | 2020   | 2021   | 2022   |
| ---- | ---- | ------ | ------ | ------ | ------ | ------ | ------ |
| Чел. | 6112 | ↘ 6032 | ↘ 5944 | ↘ 5869 | ↘ 5782 | ↘ 5737 | ↘ 5664 |

Число рождений:
| Год           | 2016 | 2017 | 2018 | 2019 | 2020 |
| ------------- | ---- | ---- | ---- | ---- | ---- |
| Живорождённых | 56   | 56   | ↗ 58 | ↗ 68 | ↘ 55 |

Число смертей:
| Год     | 2016 | 2017  | 2018  | 2019 |
| ------- | ---- | ----- | ----- | ---- |
| Умерших | 87   | ↗ 108 | ↘ 101 | ↘ 95 |

Зарегистрированные безработные:
| Год  | 2016 | 2017  | 2018  | 2019  | 2021 (август) |
| ---- | ---- | ----- | ----- | ----- | ------------- |
| Чел. | 136  | ↘ 127 | ↗ 148 | ↘ 137 | ↗ 170         |

Средняя брутто-зарплата работника:
| Год  | 2016   | 2017     | 2018      | 2019      | 2020      |
| ---- | ------ | -------- | --------- | --------- | --------- |
| Евро | 933,34 | ↗ 989,03 | ↗ 1045,76 | ↗ 1097,40 | ↗ 1140,20 |

В 2019 году волость Вяйке-Маарья занимала 69 место по величине средней брутто-зарплаты среди 79 муниципалитетов Эстонии.
Число учеников в школах:
| Год  | 2016 | 2017  | 2018  | 2019  |
| ---- | ---- | ----- | ----- | ----- |
| Чел. | 573  | ↗ 590 | ↘ 586 | ↘ 580 |

## Экономика
Исторически и до настоящего времени в волости Вяйке-Маарья самыми важными отраслями экономики являются сельское и лесное хозяйства. Затем следуют торговля и на третьем месте — обрабатывающая промышленность.
Крупнейшие работодатели волости по состоянию на 30 июня 2020 года:

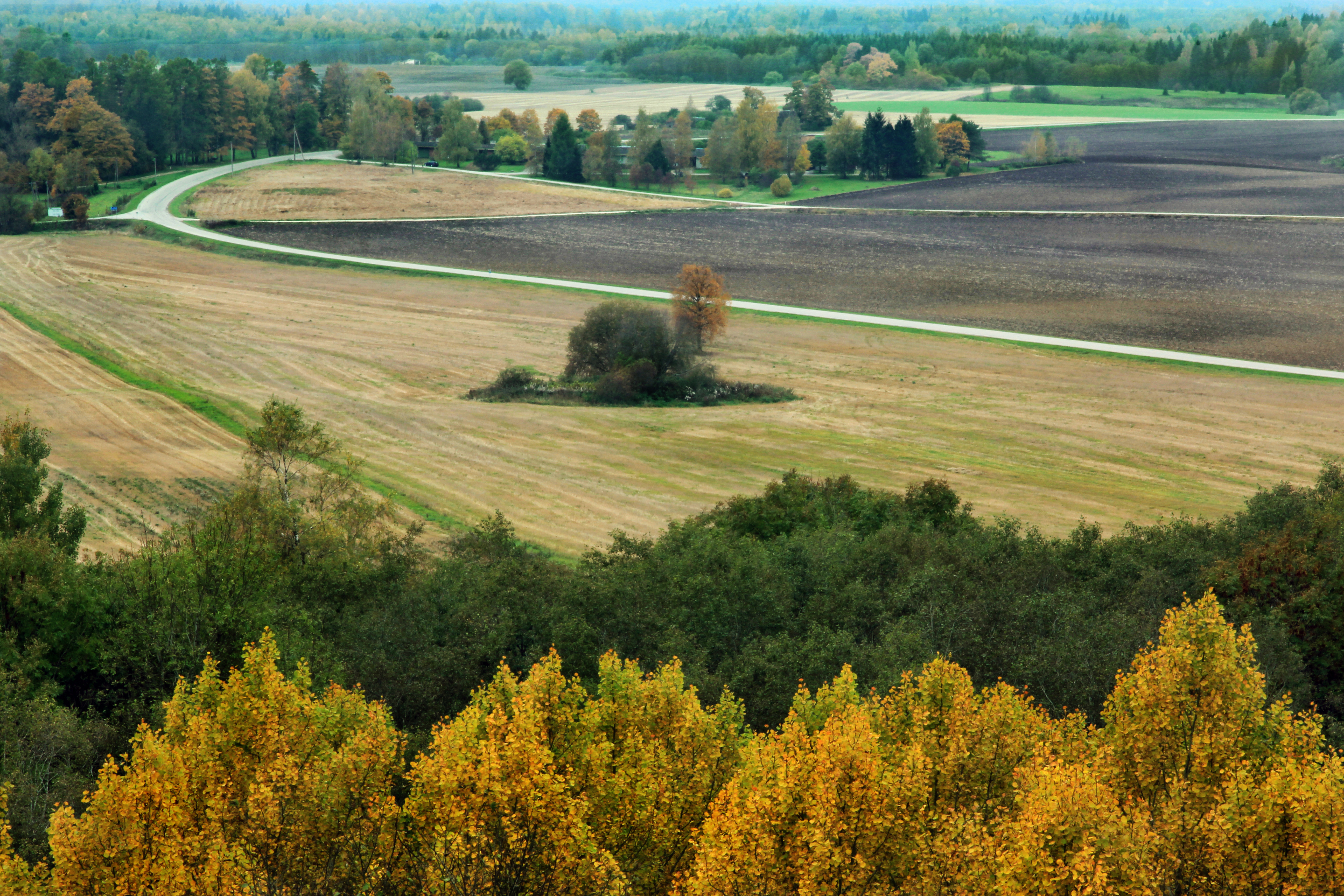
Убранные поля в деревне Эмумяэ

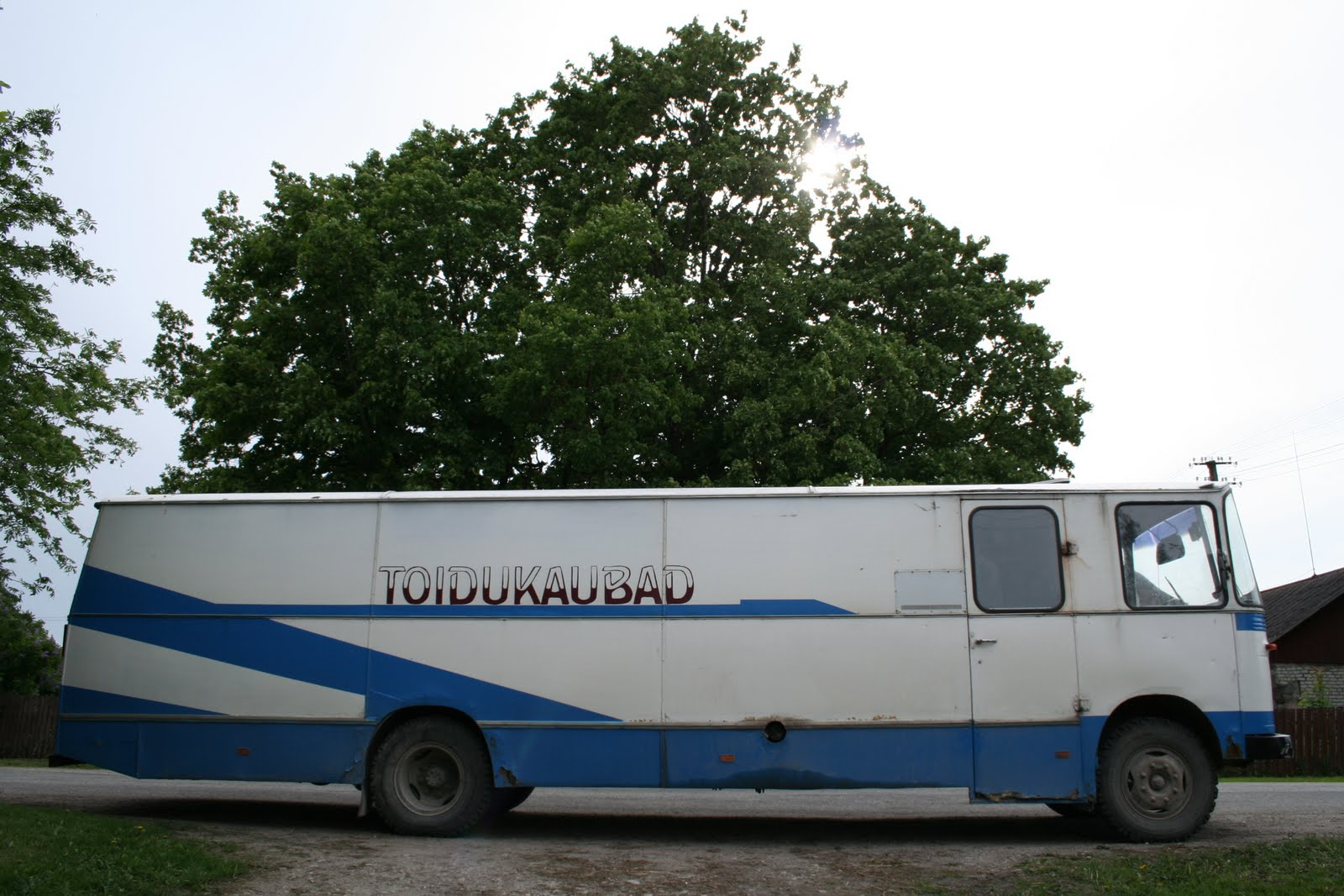
Продуктовая автолавка в деревне Пикевере, 2010 год

| Предприятие/организация       | Вид деятельности                                                                           | Численность работников |
| ----------------------------- | ------------------------------------------------------------------------------------------ | ---------------------- |
| Волостная управа Вяйке-Маарья | Орган государственного управления                                                          | 133                    |
| Baltic Log Cabins OÜ          | Производство сборных деревянных строений (домов, саун и пр.)                               | 124                    |
| Reinpaul OÜ                   | Оптовая торговля твёрдым топливом                                                          | 68                     |
| Väike-Maarja Gümnaasium       | Гимназия                                                                                   | 62                     |
| Pandivere L.T. OÜ             | Производство готовых кормов для домашних животных                                          | 46                     |
| Ebavere Graanul OÜ            | Производство топливных гранул                                                              | 34                     |
| Antares AS                    | Строительство жилых и нежилых зданий                                                       | 37                     |
| Simuna Kool                   | Основная школа                                                                             | 30                     |
| Väike-Maarja Lasteaed         | Детский сад                                                                                | 29                     |
| Väike-Maarja Hooldekodu       | Уход за престарелыми и инвалидами с обеспечением проживания                                | 26                     |
| Pandivere Ehitus OÜ           | Сельскохозяйственная деятельность после сбора урожая; строительство жилых и нежилых зданий | 24                     |
| Joosand OÜ                    | Розничная торговля продуктами питания и табачными изделиями                                | 24                     |

## Достопримечательности
Памятники архитектуры, внесённые в Государственный регистр памятников культуры Эстонии:
- церковь Симуна. Первоначальная церковь была построено вероятно в конце XV века; разрушена во время Северной войны, восстановлена в 1728–1729 годах, масштабно реконструирована в 1885–1886 годах (архитектор Ф. Моди);
- церковь Вяйке-Маарья, построена по одним данным во второй половине 1370-х годов, по другим — в 1346 году. Старейший памятник архитектуры в Вяйке-Маарья;
- мыза Асс (нем. Aß-Schloß, Кильтси, эст. Kiltsi mõis). Господский дом-замок в стиле раннего классицизма построен на руинах вассальной крепости XIV—XV веков. В XIX веке замок принадлежал дворянскому семейству Крузенштернов;
- мыза [Вак (мыза, Ляэне-Вирумаа)|Вак]] (Вао). Основная часть мызного комплекса возведена в XVIII веке дворянским семейством Ренненкампфов. Старейшим строением является построенная во второй половине XIV века из местного плитняка — крепостная башня Вак (Вао) — своеобразное средневековое жилище в Старой Ливонии. Башня была восстановлена в 1986 году, и в настоящее время на её втором этаже размещается экспозиция, посвящённая истории мызы и деревни Вао, а также истории семейства Ренненкампфов.

Другие достопримечательности:
- музей Вяйке-Маарья. Основан в 1986 году колхозом «Вао» в здании бывшей церковно-приходской школы; отражает местную историю и историю колхоза;
- церковь Ависпеа. Открыта 29 сентября 1935 года;
- в километре от Симуна в сторону Лаэквере на южной стороне дороги находится триангуляционный пункт геодезической дуги Струве. В 2005 году этот камень, а также знак у ветряной мельницы Выйвере были внесены в список всемирного наследия ЮНЕСКО;
- смотровая вышка на горе Эмумяги — самой высокой точки Северной Эстонии.

## Волости-побратимы
В настоящее время волость имеет налаженные дружеские связи с тремя самоуправлениями:
- Хаусъярви
- Сонкаярви
- Сирдал

## Галерея

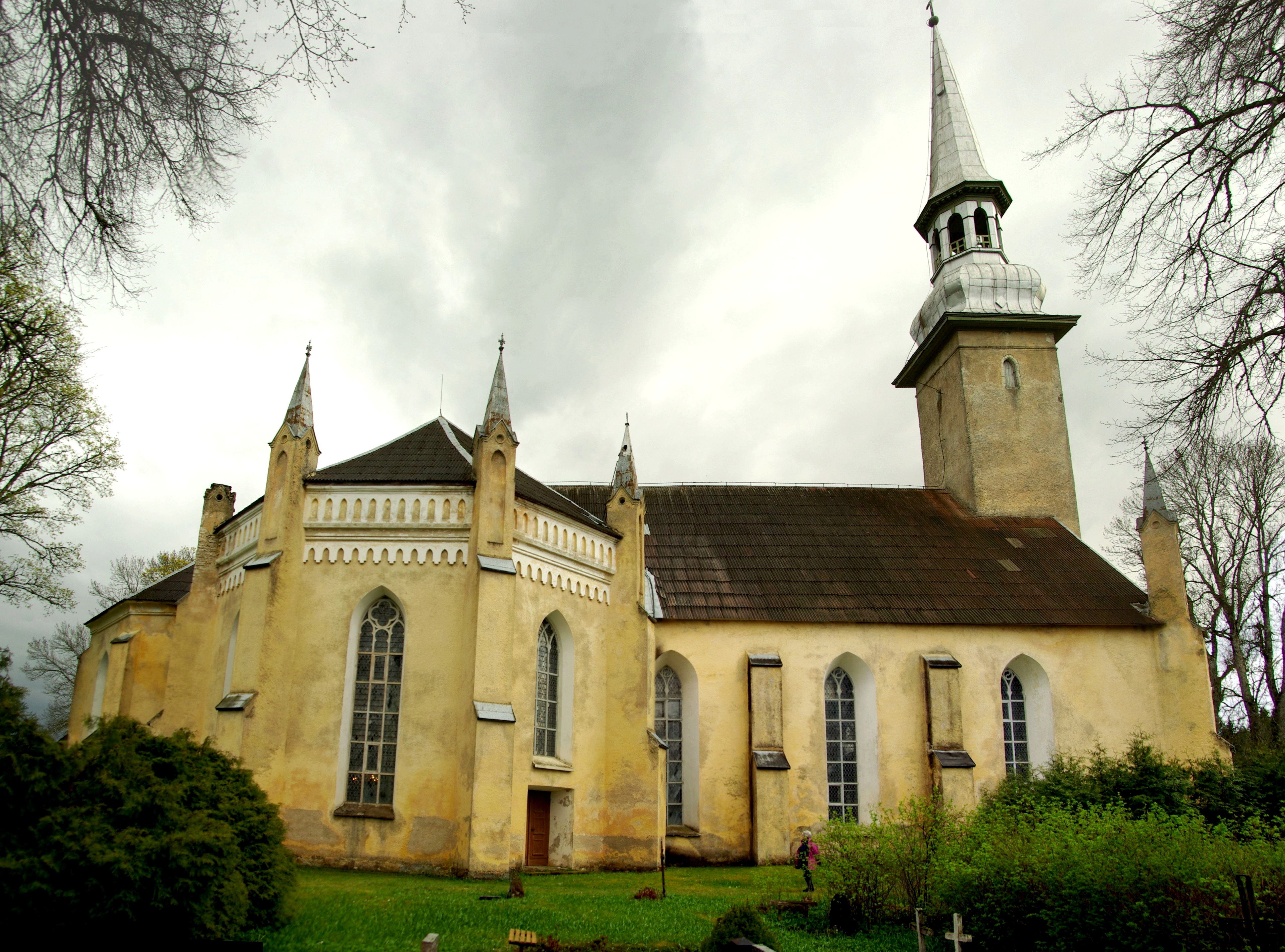
Церковь Симуна
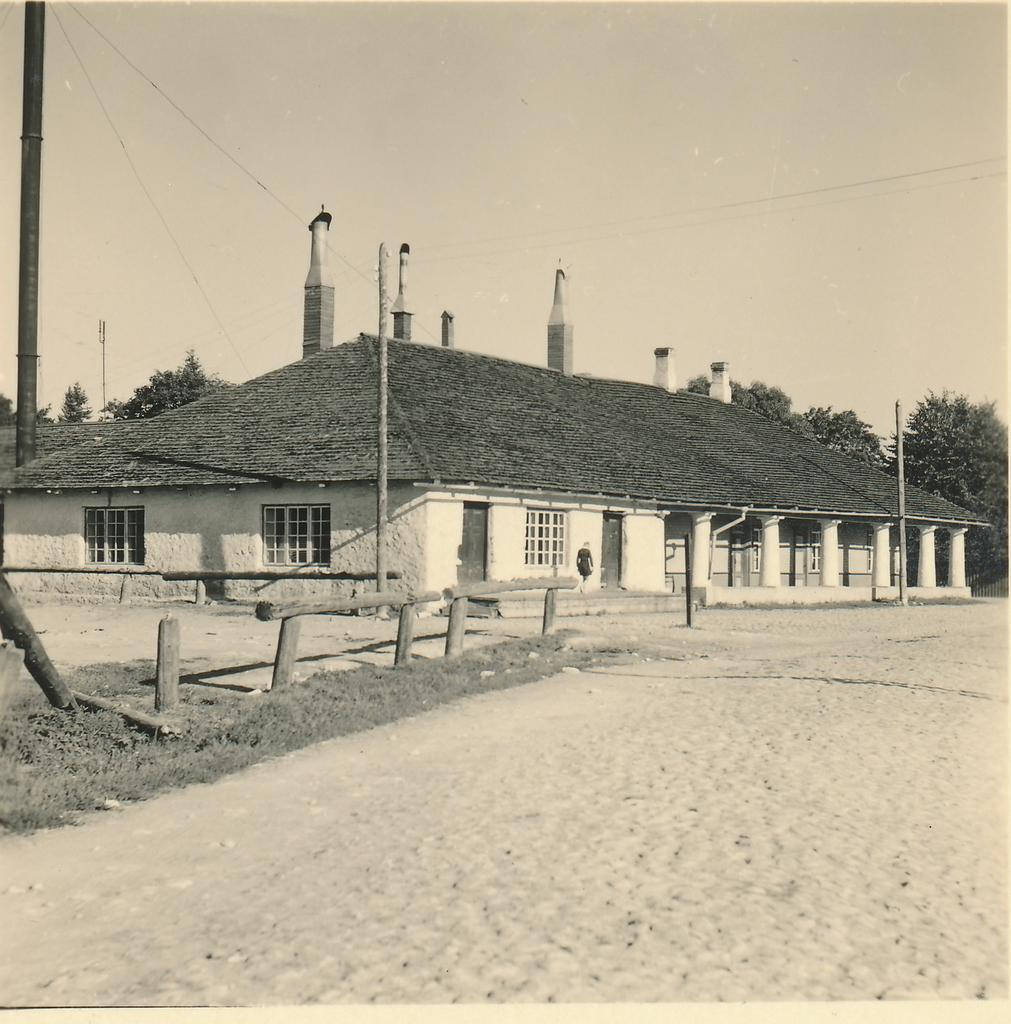
Корчма в посёлке Симуна, 1942 год
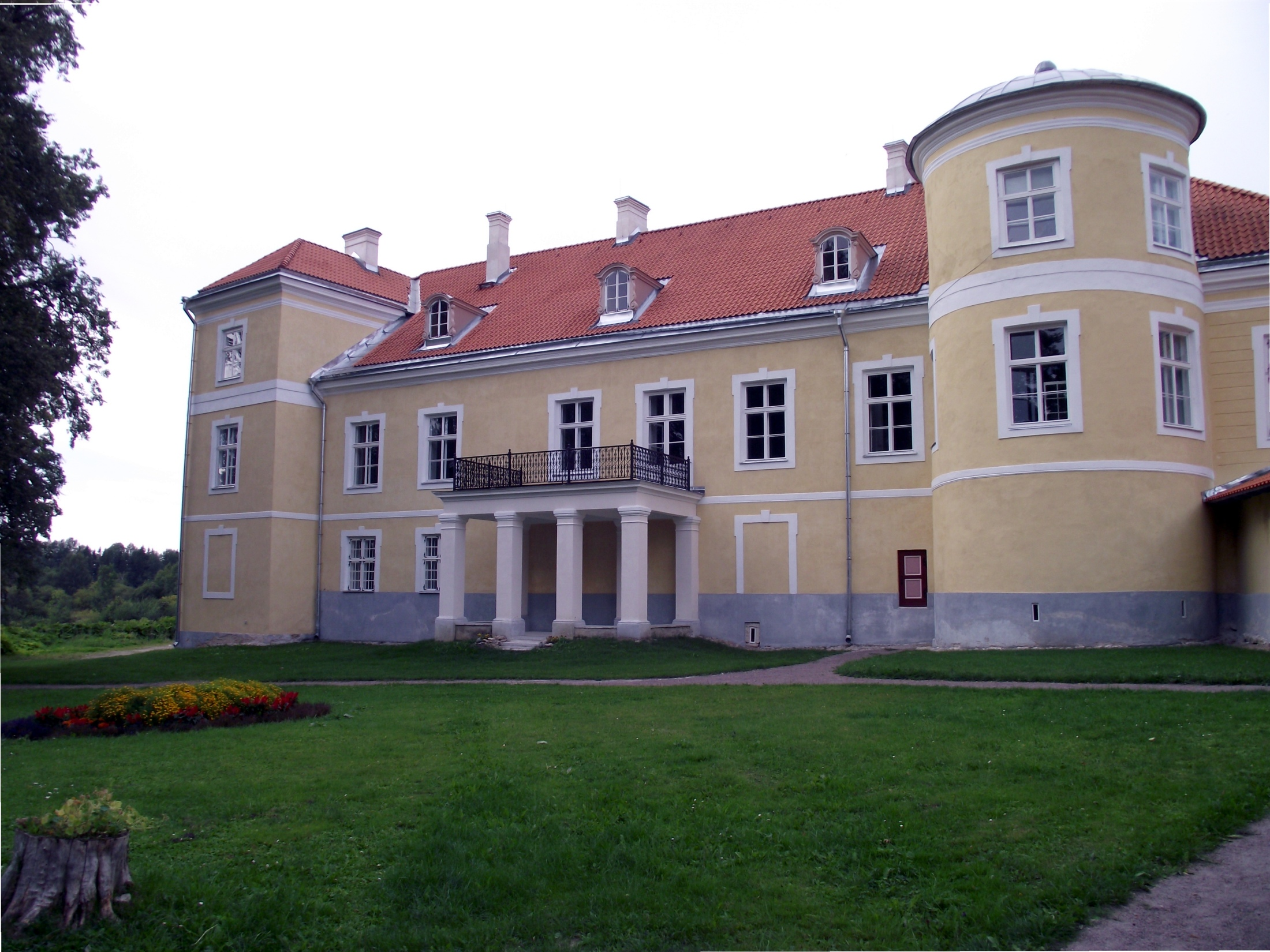
Главное здание мызы Асс (Кильтси)
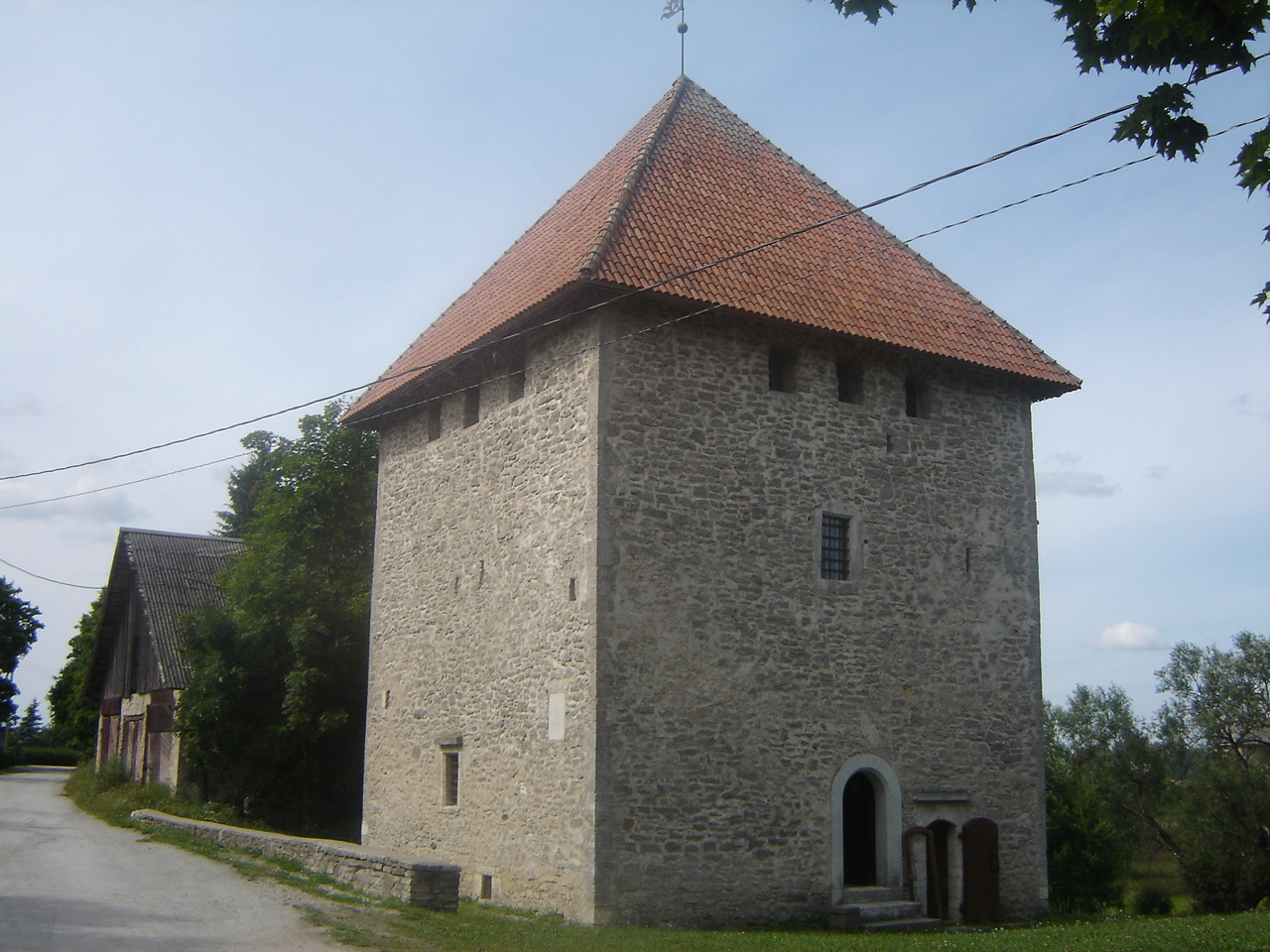
Башня-замок Вак (Вао)
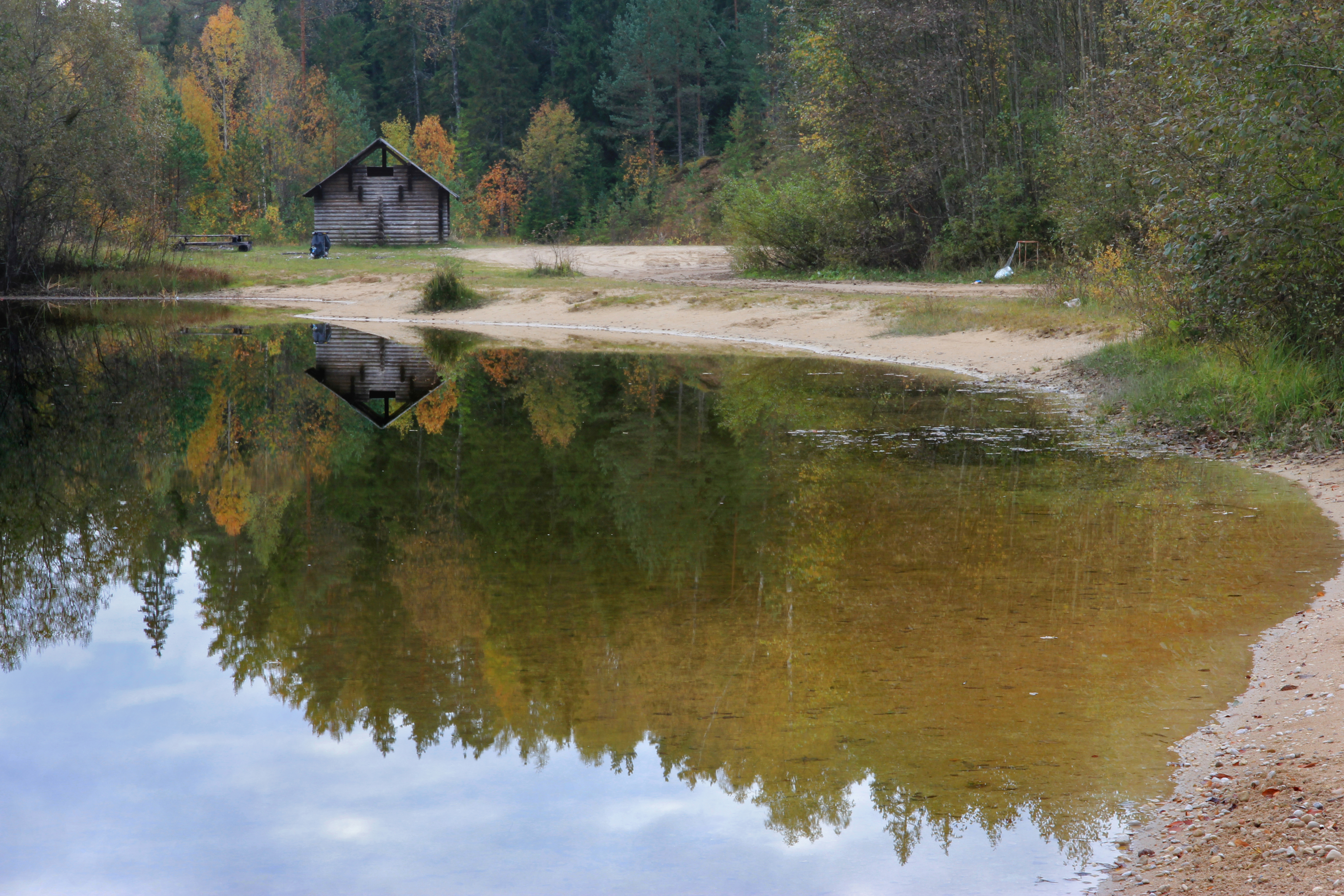
Озеро Сельяярв в деревне Колувере